# 東布恩鎮區 (密蘇里州貝茨縣)
東布恩鎮區（英語：East Boone Township）是位於美國密蘇里州貝茨縣的一個行政鎮區。

## 地方資料
東布恩鎮區的面積為82.56平方千米，當中陸地面積為82.46平方千米，而水域面積為0.09平方千米。根據2020年美國人口普查的數據，當地共有人口702人，而人口密度為每平方千米8.5人。